# Калініна (Ковилкінський район)
Калі́ніна (рос. Калинина, ерз. Калинина) — селище у складі Ковилкінського району Мордовії, Росія. Входить до складу Троїцького сільського поселення.
Населення — 18 осіб 2010; 35 у 2002).
Національний склад станом на 2002 рік:
- росіяни — 97 %